# Rosko Kolonia

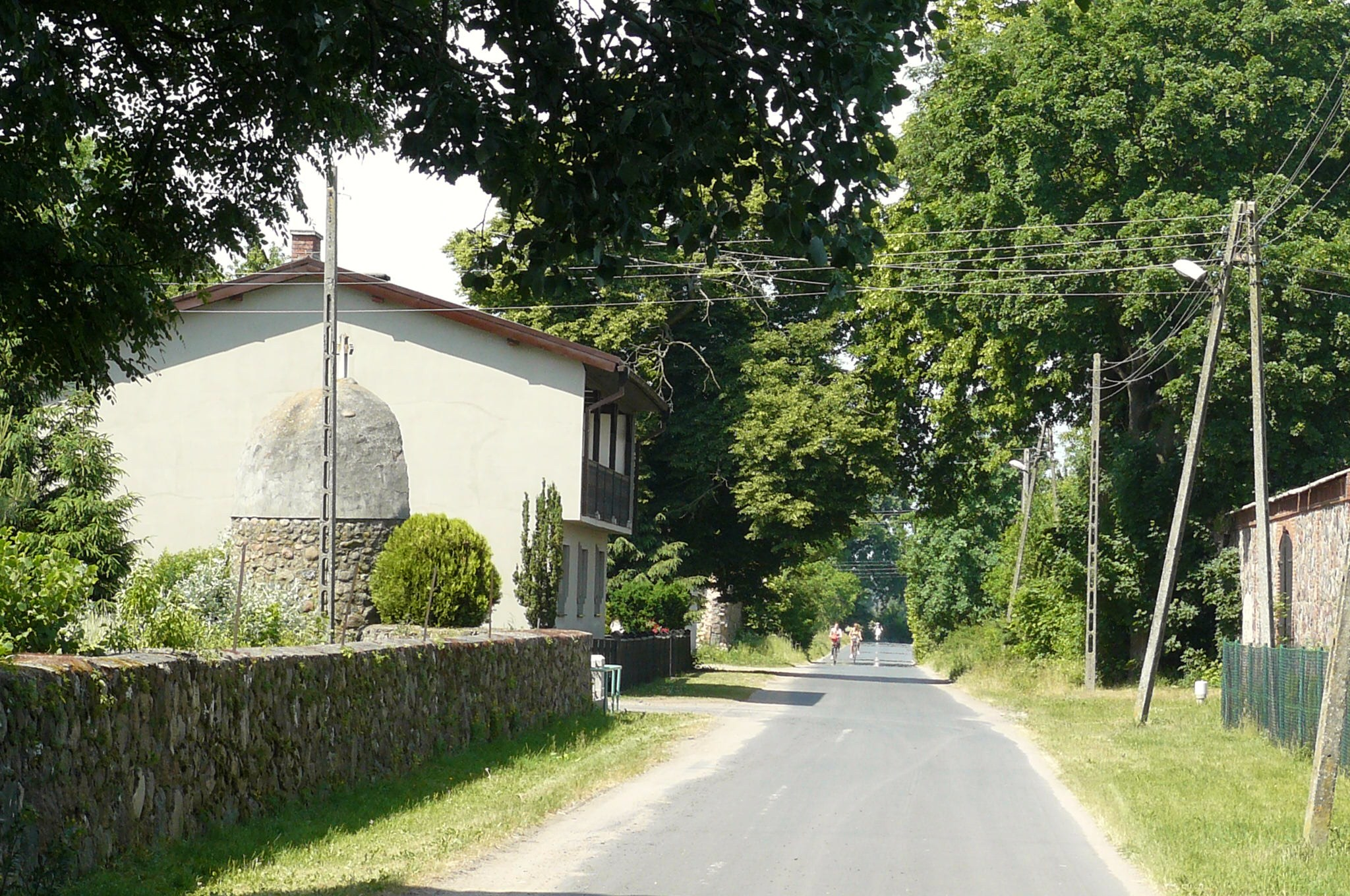
Centrum osady, po lewej mur pokościelny

Rosko Kolonia (także: Kolonia Rosko) - południowo-wschodnia część wsi Rosko w gminie Wieleń. Oddalona od centrum wsi o około 2 km. Część zabudowań przylega bezpośrednio do północnego krańca Puszczy Noteckiej.

## Historia i osobliwości
Kolonia powstała w XIX wieku, jako zespół zabudowań ulokowanych wokół skrzyżowania brukowanych dróg. Istniał tutaj kościół ewangelicki, po którym obecnie pozostała jedynie pastorówka (nr 13) i fragmenty ogrodzenia z kamienia polnego. Osada rozwijała się w XIX i XX wieku zasilana kolonistami. Przy szosie w kierunku Czarnkowa stoi dawna ceglana szkoła.
Na terenie Kolonii znajduje się też rezerwat archeologiczny w Rosku.

## Galeria

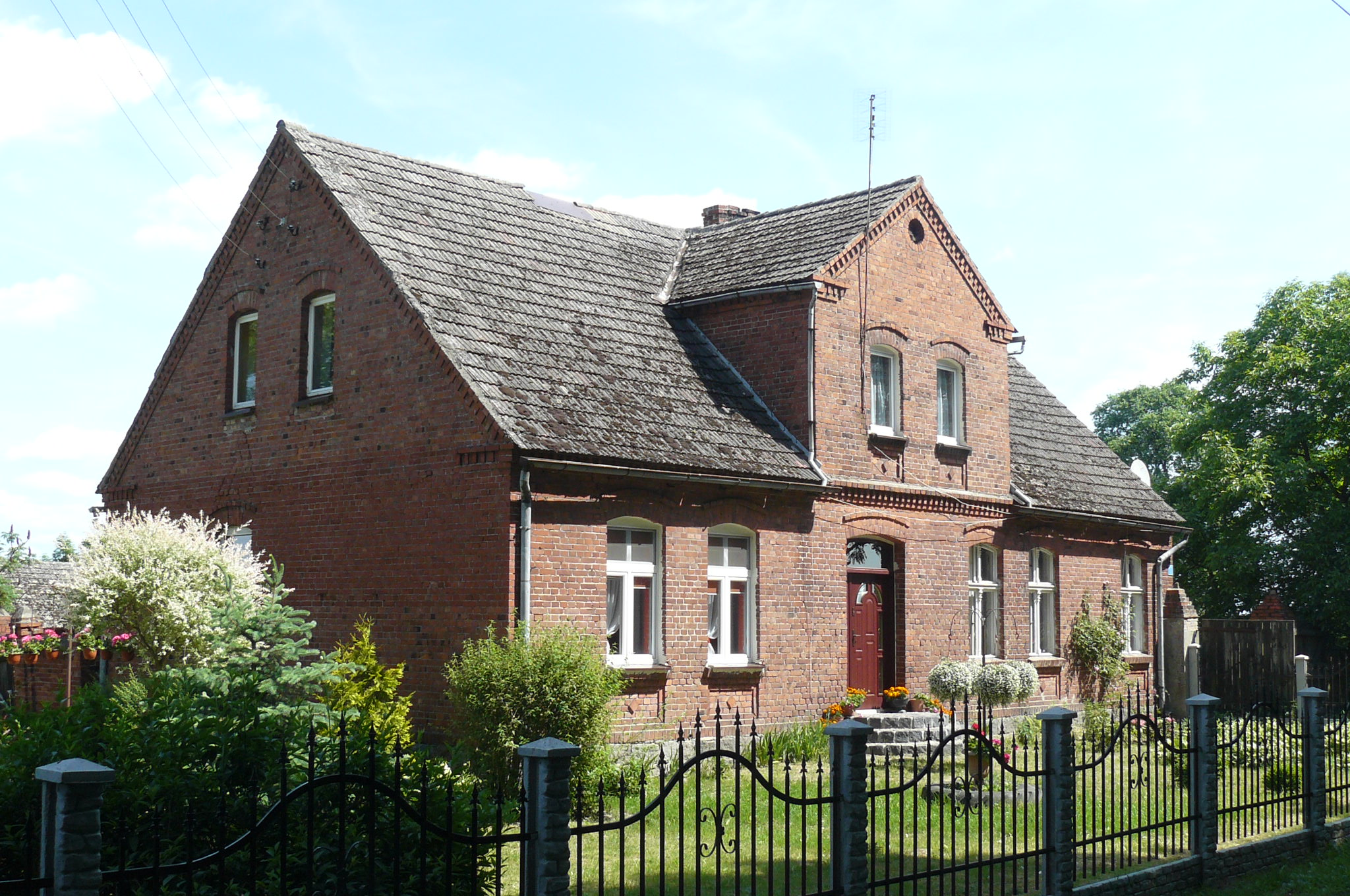
Szkoła
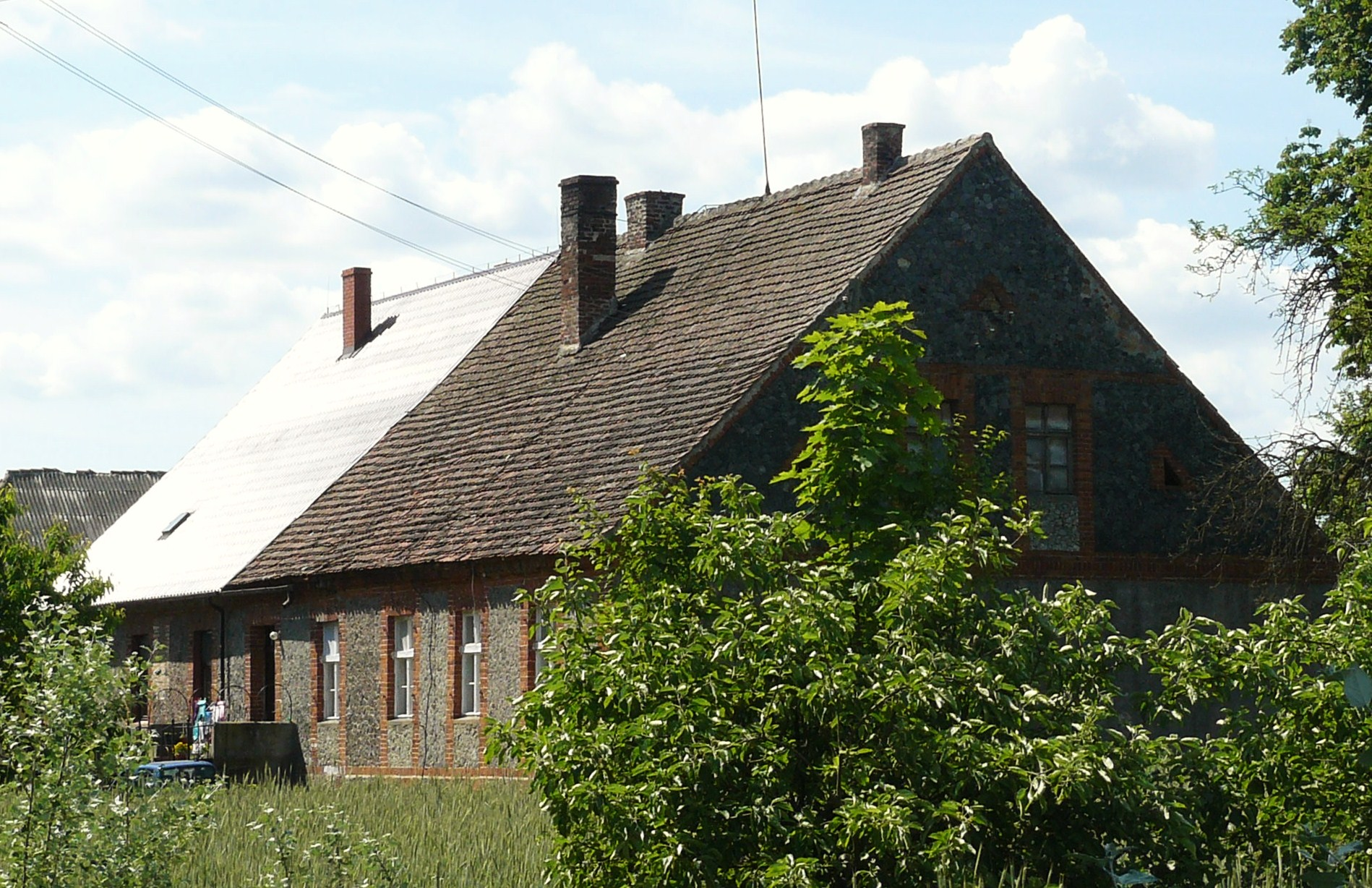
Pastorówka
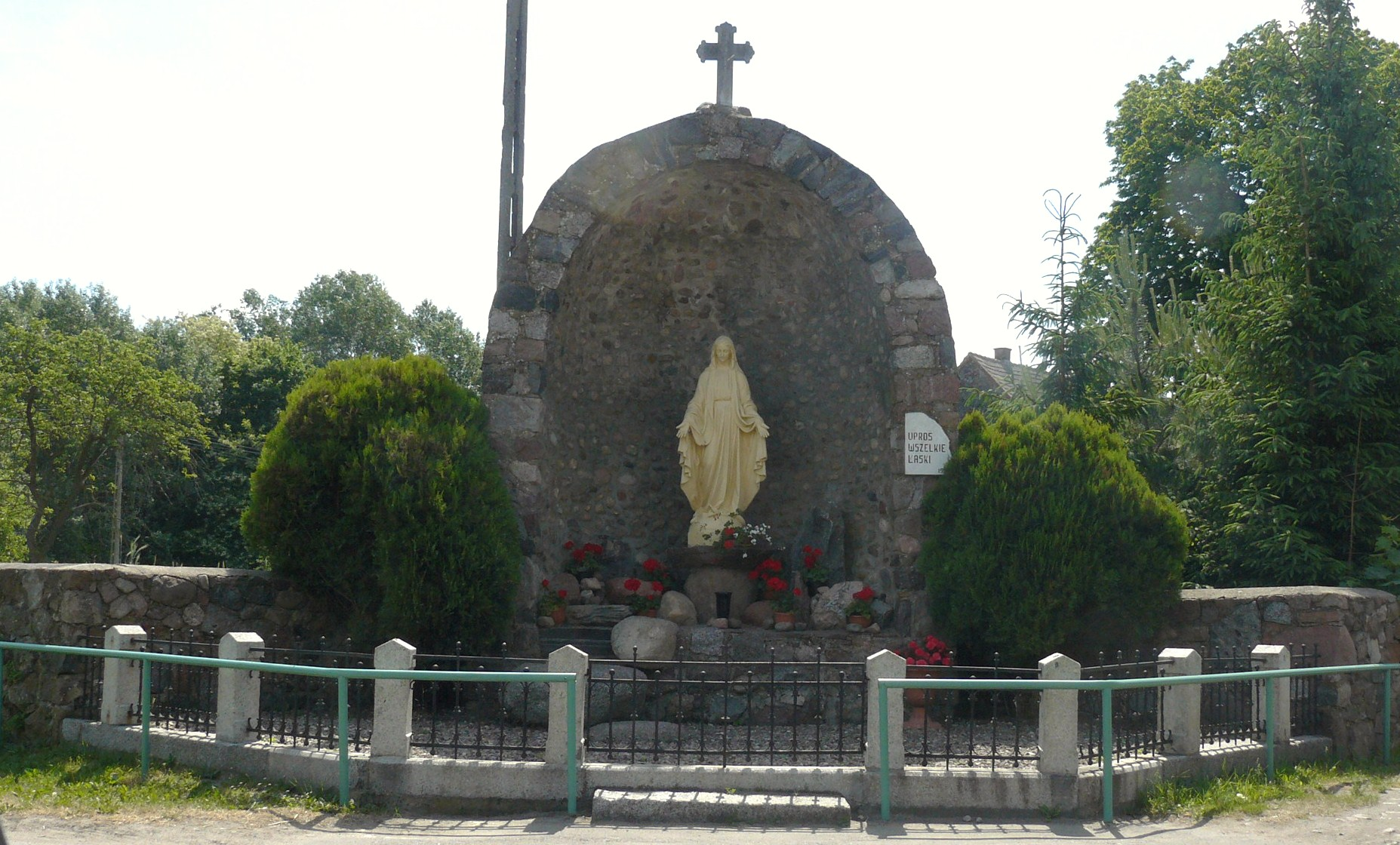
Figura maryjna